# Kenny umírá
Kenny umírá (v anglickém originále Kenny Dies) je třináctý díl páté řady amerického animovaného televizního seriálu Městečko South Park. Premiéru měl 5. prosince 2001 na americké televizní stanici Comedy Central.

## Děj
V tomto speciálním díle začne Cartman bojovat o život kamaráda Kennyho před kongresem, který se týká výzkumu kmenových buněk. Stan a Kyle se mezitím musí vyrovnat s tím, že Kenny umírá na nevyléčitelnou nemoc, jež nese název muskulární atrofie. Kenny nakonec zemřel a v 6. sérii ho nahradí Butters Stoch, později Tweek Tweak.

## Zajímavosti
- V této epizodě Kenny zemřel definitivně, ale jen na jednu sezónu, v sedmé sérii se opět vrátil.